# 李慧敏
李慧敏，JP，前恒生銀行副董事長兼行政總裁。

## 生平
盈科動力高層袁天凡之妻。

## 公職
- 香港敦煌之友名譽副會長
- 香港公益金第二副會長
- 香港科技大學顧問委員會委員

## 物業
2015年7月31日，太古地產公佈李慧敏花費逾3.75億元，購入山頂豪宅傲璇單位，呎價達7.2萬元。

## 外部連結
- 恆生銀行高層管理人員簡介 （页面存档备份，存于）
- 香港敦煌之友顧問委員會及理事會名錄 （页面存档备份，存于）